# Liste der kirchlichen Wappen mit der Jakobsmuschel
Dieser Artikel enthält die Liste der kirchlichen Wappen mit der Jakobsmuschel.
Als Jakobsmuscheln oder Pilgermuscheln werden zwei nahe verwandte Arten von Muscheln bezeichnet, die beide zur Gattung Pecten gehören. Der Name Jakobsmuschel geht auf den heiligen Jakobus, den Schutzpatron der Pilger, zurück, dessen Erkennungszeichen die Muschel ist.

## Päpste
Innozenz VI., 1352–1362
Benedikt XVI., 2005–2013

Benedikt XVI. nahm als Papst ein neues Wappen an, das von Andrea Cordero Lanza di Montezemolo entworfen wurde. Sein Papstwappen enthält Symbole, die sich bereits in seinem erzbischöflichen Wappen fanden: den Korbiniansbären des Diözesanpatrons Korbinian aus dem Stadtwappen Freisings sowie den gekrönten Mohren aus dem Wappen der Erzbischöfe von München-Freising, ergänzt durch eine Muschel als Anspielung auf eine Legende über des Papstes Lieblingstheologen Augustinus und das Pilgersymbol der Jakobsmuschel. Überraschenderweise ließ er die jahrhundertelang sich mit den gekreuzten Schlüsseln über dem Wappenschild erhebende päpstliche Tiara durch eine einfache bischöfliche Mitra ersetzen, die aber ähnlich wie bei den Kronreifen der Tiara mit drei goldenen Bändern geschmückt ist, die für die drei Gewalten des Papstes stehen: Weiheamt, Jurisdiktion und Lehramt. Sie sind vertikal im Zentrum miteinander verbunden, um so ihre Einheit in derselben Person aufzuzeigen. Durch die Wahl der Mitra anstelle der Tiara im päpstlichen Wappen soll die von Benedikt XVI. immer wieder betonte Kollegialität der Bischöfe dargestellt werden. Auch wird damit das Führungsprinzip des Papsttums der ersten Jahrhunderte angedeutet, nach welchem der Papst als Bischof von Rom lediglich primus inter pares war. Unter dem Wappen ist – als Zeichen der Aufsicht und des Hirtenamtes eines Metropoliten – erstmals das Pallium in einem Papstwappen dargestellt.

## Personen, Institutionen usw.

### Argentinien
Samuel Jofré Giraudo, Bischof von Villa María
Héctor Rubén Aguer, Erzbischof von La Plata

### Australien
Kenneth Michael Howell, Weihbischof im Erzbistum Brisbane

### Brasilien

#### Personen
Roque Costa Souza (* 1966), Weihbischof im Erzbistum São Sebastião do Rio de Janeiro
Jaime Vieira Rocha, (* 1947), Erzbischof von Natal
Manoel Delson Pedreira da Cruz (* 1954), Erzbischof von Paraíba
Leomar Antônio Brustolin (* 1967), Erzbischof von Santa Maria
Cícero Alves de França (* 1975), Weihbischof im Erzbistum São Paulo
Alcivan Tadeus Gomes de Araújo (* 1972)
Andherson Franklin Lustoza de Souza (* 1969), Weihbischof im Erzbistum Vitória
Armando Bucciol (* 1946), Bischof von Livramento de Nossa Senhora

#### Institutionen
Basílica de Caconde

### Chile
Ricardo Ezzati Andrello (* 1942), emeritierter Erzbischof von Santiago de Chile und von 2010 bis 2016 war er Vorsitzender der Chilenischen Bischofskonferenz
Francisco Javier Errázuriz Ossa, emeritierter Erzbischof von Santiago de Chile
Francisco Javier Errázuriz Ossa, Kardinalswappen
Ignacio Francisco Ducasse Medina, seit 2002 Bischof von Valdivia

Francisco Javier Prado Aránguiz (1929–2020) war vom 16. April 1993 bis zum 23. April 2004 Bischof von Rancagua

### China
Joseph Fan Zhongliang (1918–2014), Bischof von Shanghai
Joseph Shen Bin (* 1970), seit 2023 Bischof von Shanghai

### Deutschland

#### Personen
Kardinal Joseph Ratzinger, 1977 bis 1982 Erzbischof von München und Freising

Das Wappen des Bischofs/Kardinals Ratzinger wurde 1977 von Claus D. Bleisteiner, einem deutschen Heraldiker und Publizist, entworfen. Es zeigt in einem gevierten Schild in den Feldern 1 und 4 in gold der Freisinger Mohr, in Feld 2 in blau ein Korbiniansbär und in Feld 3 geteilt durch blau und silber eine Muschel in wechselnde Tinkturen Blau und Gold.
Helmut Bauer, 1998 bis 2008 Weihbischof in Würzburg

Das Wappen zeigt ein goldenes irisches Kreuz in grünem Schild, das Keltenkreuz und die grüne Farbe verweisen auf die „grüne Insel“ Irland, Heimat der Frankenapostel Kilian, Kolonat und Totnan. Oben beiderseits jeweils eine silberne Muschel, sie erinnert an den Apostel Jakobus, den Kirchenpatron von Bauers Heimatpfarrei Schimborn. Unten der silberner Wellenbalken, ist ein Hinweis auf seinen Wahlspruch In viam pacis („Auf dem Weg des Friedens“), die M-Form des Wellenbalkens erinnert an das Marianische Jahr 1987/88.
Ulrich Boom, seit 2008 Weihbischof in Würzburg

Das Wappen wird durch die Kreuzbalken vierfach geteilt. Feld 1, das stilisierte rote Herz ist ein Hinweis auf die Priestergemeinschaft -Jesus Caritas – des Charles de Foucauld. Feld 2, ein roter Querbalken auf goldenen Grund ist das Wappen des Heimatbistums Münster. Feld 3, drei silberne Spitzen auf rotem Grund – der Frankenrechen – steht für das Bistum Würzburg. Feld 4, die weiß-rote Muschel auf rotem Grund, ist das Zeichen des Camino, der Pilgerschaft. Sein Wahlspruch Gratia – Caritas – Communio („Gnade – Liebe – Gemeinschaft“) ist dem Segenswunsch aus dem 2. Brief des Paulus an die Korinther entnommen.
Peter Birkhofer, seit 2018 Weihbischof in Freiburg.

Rainer Klug, Weihbischof im Freiburg.
Joseph Ludwig Colmar, 1802 bis 1818 Bischof von Mainz

Josef Grünwald, seit 1995 Weihbischof im Bistum Augsburg

Der Schild im unteren Drittel geteilt, oben gespalten; vorn dreimal von Rot und Silber gespalten, hinten auf Blau ein schreitendes, rückschauendes, silbernes Lamm mit Sonnenimbus; im Schildfuß auf Schwarz drei goldene Pilgermuscheln; Kreuz pfahlweise in der Mitte hinter dem Schild.
Gregor Maria Hanke, seit 2006 82. Bischof von Eichstätt

Vierfach geteilt, zeigt es in Feld 1 einen grünen Lorbeerkranz auf weißem Grund, er erinnert, dass die Menschen unterwegs sind zu Gott. Paulus deutet diesen Weg als Lauf, den der Christ in der Haltung des Läufers im Stadion zurücklegen soll (1 Kor 9,24 ). Feld 2 zeigt eine goldene Muschel auf rotem Grund. Die Muschel als Zeichen des heiligen Jakobus d. Ä., Patron der Pfarrkirche zu Elbersroth, Lkrs. Ansbach, der Taufkirche von (Franz) Hanke. Feld 3 der silberne Bischofsstab auf rotem Grund, das Wappen des Bistums Eichstätt. Feld 4 zeigt den schlesischen Adler und ist Zeichen der Herkunft der Familie Hanke, die bis zur Vertreibung 1946 in der Nähe von Troppau, heute Opava in Mährisch-Schlesien ansässig war. Sein Wahlspruch Fides nostra victoria („Unser Glaube ist unser Sieg“) entstammt dem 1. Johannesbrief. Der Mönch soll den Weg Gottes unter der Führung des Evangeliums gehen. Wahlspruch und drei Motive hat er schon als Abt von Plankstetten in seinem Wappen geführt. Das goldene Vortragskreuz sowie der grüne Bischofshut mit den zwölf Quasten umrahmen das Wappen.
Lothar von Metternich, 1599 bis 1623 Erzbischof von Trier
Lothar Friedrich von Metternich-Burscheid, 1673 bis 1675 Erzbischof von Mainz

Das fürstbischöfliche Wappen (Fensterbild im Mainzer Dom) zeigt ein mehrfach geteiltes Wappen mit einem angedeuteten Herzschild für das Familienwappen (In Silber drei, 2 und 1, Kammmuscheln) in der Mitte. Die jeweils gegenüberliegenden Felder stehen für das Bistum Trier, Mainz und Speyer, wobei dem Wappen von Speyer das Wappen der damit verbundenen Fürstpropstei Weißenburg gegenübersteht.
Karl Heinrich von Metternich-Winneburg, 1679 Erzbischof von Mainz

Sein Wappen ist geviert: in 1 und 4 das Mainzer Rad und in 2 und 3 in Schwarz einen silbernen Schlüssel schräglinksgelegt und von (4:4) goldenen Kreuzen (Schindeln) (Hochstift – Bistum Worms) begleitet, das Mittelschild ist geviert und zeigt in Rot für das Feld 1 und 4 einen Zickzackbalken in schrägrechts und in 2 und 4 drei goldene Hifthörner (2:1) in Rot und ist mit einem Herzschild belegt. Das Herzschild zeigt in Silber drei silbernen Muscheln (2:1) gestellt.
Wolfgang Ipolt, seit 2011 Bischof von Görlitz

Von Rot und Gold gespaltener Schild, durch einen silbernen Brückenbogen geteilt; oben rechts sechs silberne Lilien, oben links ein lateinisches wiedergekreuztes, in der Mitte mit einem Ring belegtes Kreuz, links unten von einer schwarzen Muschel begleitet, rechts unten silberner Balken, links unten zwei schreitende schwarze Löwen übereinander. Über dem Schild eine Mitra, hinter dem Schild ein goldenes Vortragekreuz und ein goldener Krummstab mit Lilie in der Krümme.

Erläuterung: Die Lilien stehen für die frühere Zugehörigkeit des Gebietes zum Erzbistum Breslau, die anderen Zeichen für die Apostolische Administratur Görlitz, insbesondere die Muschel für die Bistumskirche in Görlitz und das Kreuz für die Wallfahrtskirche Neuzelle. Diese Zeichen werden getragen von einer Brücke, die das Wappen der Heiligen Hedwig überspannt. Die Brücke soll das Bemühen des Bistums um Verständigung und Verbundenheit des deutschen Volkes mit dem polnischen Nachbarvolk verdeutlichen.
Walter Mixa, 1996 bis 2005 Bischof von Eichstätt

Der Wappenschild ist zweigeteilt und zeigt vorne auf rotem Grund einen weiß/silbernen Bischofsstab, das Wappen des Bistums Eichstätt; hinten, das persönliche Wappen in der Mitte auf blauem Grund in Gold das Christusmonogramm IHS, darüber auf weißem Grund ein rotes Kreuz, darunter auf weißem Grund eine rote Pilgermuschel; hinter dem Schild stehend das Bischofskreuz, darüber der grüne Galero (Bischofshut) mit den jeweils sechs herunterhängenden grünen Quasten (fiocchi); sein Wahlspruch ist Iesus Hominum Salvator („Jesus, der Retter der Menschen“) (lat. Christusmonogramm).
Walter Mixa, 2005 bis 2010 Bischof von Augsburg

Wappenschild viergeteilt, zeigt in Feld 1 und 4 in den Farben rot und weiß das Bistumswappen von Augsburg. Feld 2 das Christusmonogramm, darin die silberne Muschel, als Symbol für die Taufe, die uns in Jesu Tod und Auferstehung mit hineinnimmt. In Feld 3 auf blauem Grund das „Ulrichskreuz“ (St. Ulrich, Bistumspatron); der Wappenschild wird umrahmt von Bischofskreuz, Galero, fiocchi und dem Wahlspruch.
Konrad Zdarsa, seit 2010 Bischof von Augsburg

Im Wappenschild ein Fisch und ein Schlüssel, das Zeichen für das Bistum Dresden-Meißen, wo Bischof Zdarsa von 2004 bis 2007 als Generalvikar wirkte; die Muschel steht für das Bistum Görlitz, zu dessen Bischof er im Jahr 2007 geweiht wurde; hinterlegt ist das Wappen mit den Teilfarben der Länder Sachsen und der Steiermark (Grün) und Bayern (Weiß-Blau); hinzu kommt ein Vogel mit einem Ölzweig im Schnabel, auf goldenem Hintergrund, der Kirchenfarbe; der Vogel erinnert an Hainichen, die Heimatstadt des Bischofs.
Georg Gänswein (* 1956), Kurienerzbischof der römisch-katholischen Kirche, Präfekt des Päpstlichen Hauses und einer der beiden Privatsekretäre Benedikts XVI.

Wie andere Präfekten des Päpstlichen Hauses vor ihm führt Gänswein das päpstliche Wappen in seinem bischöflichen Wappen. Beschreibung: Der Schild ist gespalten, heraldisch rechts das Wappen des Papstes (bis 2013 das Wappen von Benedikt XVI., seither das Wappen von Franziskus), dazu als persönliche Symbole Gänsweins heraldisch links in Blau ein goldener Sankt-Georgs-Drache, senkrecht durchbohrt von einer silbernen Lanze und überhöht von einem silbernen siebenzackigen Stern. Über dem Schild ein Patriarchenkreuz, umrahmt von einem grünen Galero eines Erzbischofs mit 20 Quasten. Darüber hinaus enthält das Wappen – als beigefügte Devise – den bischöflichen Wahlspruch: Testimonium perhibere veritati („Für die Wahrheit Zeugnis ablegen“, Joh 18,37).

#### Institutionen
Kloster Jakobsberg

Das Kloster Jakobsberg ist ein Kloster der Missionsbenediktiner auf dem Jakobsberg bei Ockenheim im Landkreis Mainz-Bingen in Rheinland-Pfalz.
Kurtrier (Erzstift und Kurfürstentum Trier)

Bistum Görlitz

Die sechs Silberlilien auf rotem Grund verdeutlichen die frühere Zugehörigkeit des Bistumsgebietes zum Erzbistum Breslau, während das schwarze Wiederkreuz und die schwarze Muschel auf Goldgrund die bisherige Apostolische Administratur Görlitz mit den beiden kirchlichen Zentren Görlitz (Jakobusmuschel/Bischofskirche) und Neuzelle (ehem. Zisterzienserabtei/Wallfahrtsort und Priesterseminar) versinnbildlichen. Diese Zeichen als Hinweise auf den Ursprung werden getragen von einer Brücke, die das persönliche Wappen der heiligen Hedwig (rot-silbern-rote Streifen und zwei schwarze Löwen auf Goldgrund) überspannt. In der Nachfolge der Hl. Hedwig soll somit das Bemühen des Bistums um Verständigung und Verbundenheit zum polnischen Nachbarvolk zum Ausdruck gebracht werden.

### Dominikanische Republik
Ramón Benito de La Rosa y Carpio

Am 25. März 1995 wurde Ramón Benito de La Rosa y Carpio zum Bischof von Nuestra Señora de la Altagracia en Higüey und am 16. Juli 2003 zum Erzbischof von Santiago de los Caballeros ernannt.
Freddy Antonio de Jesús Bretón Martínez (* 1947), Erzbischof von Santiago de los Caballeros

### Frankreich

#### Personen
Jacques Benoit-Gonnin (* 1952), Bischof von Beauvais
Pierre-Auguste-Marie Boussard, Bischof von Vannes

d'Anselme de Chantemerle

Luc Crépy (* 1958)
Emmanuel Luc Jean-Marie Delmas
Robert Guibé, Erzbischof von Rennes

Heu

Jean-Paul André Denis Marcel James (* 1952), Erzbischof von Bordeaux
Jean Laffitte 

César-Guillaume de La Luzerne

Joseph-Marie-Eugène Kardinal Martin (1891–1976), Erzbischof von Rouen

Luc Meyer (* 1968), seit dem 7. Juli 2022 Bischof von Rodez
Louis-Joseph de Montmorency-Laval (1724–1808), Bischof von Metz

Jean-Charles Nault

Jacques Perrier (* 1936), Bischof von Tarbes und Lourdes

Pierre Sabatier
Hippolyte Tréhiou, Bischof von Vannes

#### Institutionen
Kloster Mont-Saint-Michel

Kloster Saint-Michel de Kergonan
Kloster Saint-Michel du Tréport

Sept-Fons
Sept-Fons (Variante)

Bistum Laon

Das Bistum Laon wurde 1790, während der Französischen Revolution, aufgehoben.

### Guatemala
Rodolfo Quezada Toruño (1932–2012), Erzbischof von Guatemala

### Israel, Jordanien, Palästina und Zypern
Michel Sabbah (* 1933) in Nazareth), emeritierter Lateinischer Patriarch von Jerusalem

### Italien
Giovanni Intini (* 28. Dezember 1965)

Giovanni Intini empfing am 29. Juni 1990 das Sakrament der Priesterweihe für das Bistum Conversano-Monopoli. Am 7. Dezember 2016 ernannte ihn Papst Franziskus zum Bischof von Tricarico.
Paolo Giulietti (* 1. Januar 1964 in Perugia), Weihbischof im Erzbistum Perugia-Città della Pieve.

Paolo Giulietti empfing am 29. September 1991 die Priesterweihe. Seit 2010 war er Generalvikar des Erzbistums Perugia-Città della Pieve. Papst Franziskus ernannte ihn am 30. Mai 2014 zum Titularbischof von Termae Himerae und zum Weihbischof in Perugia-Città della Pieve. Die Bischofsweihe spendete ihm der Erzbischof von Perugia-Città della Pieve, Gualtiero Kardinal Bassetti, am 10. August desselben Jahres.
Giacomo Lanzetti

Calogero Peri

Giuseppe Pellegrini (* 1953 in Monteforte d’Alpone), Bischof von Concordia-Pordenone

Am 25. Februar 2011 ernannte ihn Papst Benedikt XVI. zum Bischof von Concordia-Pordenone. Der Bischof von Verona, Giuseppe Zenti, spendete ihm am 26. März desselben Jahres die Bischofsweihe; die Amtseinführung erfolgte am 10. April 2011.
Carlo Mazza

Stefano Manetti

Paolo Urso

Gianni Ambrosio

Vincenzo Pisanello

Rocco Pennacchio

Leo Boccardi

Benito Cocchi

Vincenzo Di Mauro

Kardinal Angelo Amato

Kardinal Lorenzo Nina

Kardinal Agostino Vallini

Michele Pellegrino (1903–1986), Erzbischof von Turin

### Kanada

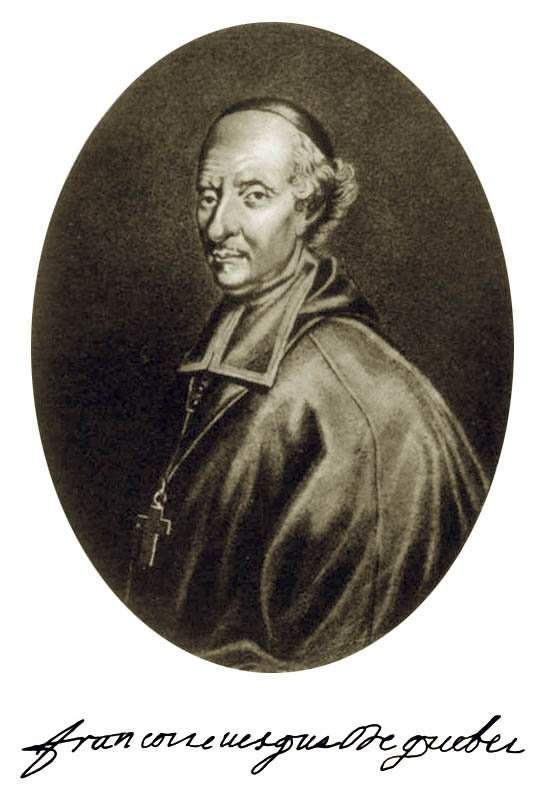
François de Montmorency-Laval

François de Montmorency-Laval (1623–1708)

Erster katholischer Bischof in Québec. Er wird in der Katholischen Kirche als Heiliger verehrt. Montmorency-Laval ist Namensgeber der Stadt Laval und der Laval-Universität in Québec. François de Laval wurde am 22. Juni 1980 von Papst Johannes Paul II. seliggesprochen. Am 3. April 2014 nahm ihn Papst Franziskus in das Verzeichnis der Heiligen der Katholischen Kirche auf.
Donald Bolen (* 1961)

Seit dem 21. Dezember 2009 Bischof von Saskatoon, seit 11. Juli 2016  Erzbischof Erzbistums Regina
Louis-Albert Vachon (1912–2006), 1981 bis 1990 Erzbischof von Québec
James Charles McGuigan (1894–1974)

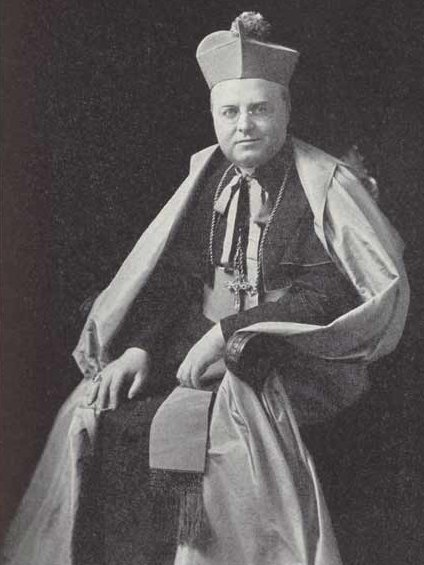
Kardinal McGuigan (1939)

Von 1934 bis 1971 Erzbischof von Toronto
Petar Rajič (* 1959)

Diplomat des Heiligen Stuhls
William Terrence McGrattan (* 1956)

Seit dem 4. Januar 2017 Bischof von Calgary
Marc Pelchat (* 1950)

Weihbischof in Québec
Louis Corriveau (* 1964)

2016–2019 Weihbischof in Québec, dann Bischof von Joliette
Jean Tailleur (* 1963)

Weihbischof in Québec
Erzbistum Saint John’s, Neufundland

### Kolumbien

#### Personen
Jaime Cristóbal Abril González (* 1972), Bischof von Arauca
Jaime Muñoz Pedroza

#### Institutionen
Erzbistum Tunja

### Kroatien
Tomislav Rogić (* 1963), seit 2016 Bischof von Šibenik
Rogić wählte für sein Wappen mit dem Christogramm, dem Stern Mariens, einer Jakobsmuschel sowie der Heimat Kroatien mit dem Meer das Motto „Sve i u svemu Krist“ (= Alles und in allem Christus).

### Litauen
Lionginas Virbalas (* 1961), 2015–2019 Erzbischof von Kaunas

### Malaysia
James Chan Soon Cheong (1926–2023), Bischof von Melaka-Johor

### Malta
Alfred Xuereb (* 1958), ist ein maltesischer Geistlicher, Erzbischof und Diplomat des Heiligen Stuhls.

### Österreich
Jakob Weinbacher (1901–1985), 1962 bis 1985 Weihbischof im Erzbistum Wien
Weinbachers Bischofswappen zeigte in Blau schrägrechts einen goldenen Wellenbalken, oben und unten begleitet von einer silbernen Jakobsmuschel; sein Wahlspruch lautet „PRO FIDE ET PRO JUSTITIA“.

### Philippinen

#### Personen
Victor Bendico (* 1960), von 2016 bis 2023 Bischof von Baguio und ...
... seit 2023 Erzbischof von Capiz
Severo Caermare (* 1969), Bischof des Bistums Dipolog
Teodulfo Sabugai Domingo (1910–2002), 1957 bis 1974 Bischof und von 1974 bis 1986 Erzbischof von Tuguegarao
Jesus Armamento Dosado (1939–2020), von 1981 bis 1983 Bischof und von 1983 bis 2016 Erzbischof von Ozamis
Odilo Etspueler, von 1956 bis 1982 Prälat und von 1982 bis 1987 Bischof von Bangued
Leopoldo Corpuz Jaucian (* 1960), seit 2007 Bischof von Bangued
Fidelis Bautista Layog (* 1968), seit 2019 Weihbischof in Lingayen-Dagupan
Peregrin de la Fuente Nestar († 1966), von 1951 bis 1966 Prälat von Batanes
Cesar Castro Raval (1924–2017), 1988 bis 1992 Bischof von Bangued
Artemio Lomboy Rillera (1942–2011), von 1993 bis 2005 Bischof von Bangued (Wappen) und von 2005 bis 2011 Bischof von San Fernando de La Union
Santiago Caragnan Sancho, von 1927 bis 1951 Bischof des Erzbistums Nueva Segovia
Jaime Lachica Sin (1928–2005), war von 1972 bis 1974 Erzbischof von Jaro und ...
... vom 21. Januar 1974 bis zu seinem Tode Erzbischof von Manila
Manuel Sobreviñas (1924–2020), von 1979 bis 1993 Weihbischof in Manila und Titularbischof von Tulana sowie ...
... von 1993 bis 2001 Bischof von Imus
Jose Corazon Tumbagahan Tala-oc (* 1950), seit 2011 Bischof von Kalibo
Danilo Ulep (* 1962), Prälat von Batanes

#### Institutionen
Bistum Bangued: Das die Provinz Abra umfassende Bistum Bangued wurde am 12. Juni 1955 durch Papst Pius XII. mit der Apostolischen Konstitution Cum misericos aus Gebietsabtretungen des Erzbistums Nueva Segovia als Territorialprälatur Bangued errichtet. Die Territorialprälatur Bangued wurde dem Erzbistum Nueva Segovia als Suffragan unterstellt. Am 15. November 1982 wurde die Territorialprälatur Bangued durch Papst Johannes Paul II. mit der Apostolischen Konstitution Cum Decessores zum Bistum erhoben.

### Polen
Szymon Stułkowski (* 1961), Weihbischof im Erzbistum Posen.

Wacław Depo (* 1953), Erzbischof von Częstochowa

Eugeniusz Popowicz  Weihbischof in der Erzeparchie Przemyśl-Warschau.

Julian Gbur SVD (1942–2011), polnischer Bischof der ukrainischen griechisch-katholischen Kirche von Stryj

Kazimierz Nycz (* 1950), Erzbischof von Warschau

### Portugal
Rui Manuel Sousa Valério (* 1964) ist ein portugiesischer Ordensgeistlicher und römisch-katholischer Militärbischof von Portugal.

José Augusto Traquina Maria (* 1954) Weihbischof in Lissabon

Dom João José

### Schweiz
Guillaume de Menthonay, von 1394 bis 1406 Bischof von Lausanne

Pier Giacomo Grampa, von 2004 bis 2013 Bischof des Bistums Lugano

### Slowakei

#### Personen
Tomáš Galis, Bischof von Žilina

Ján Hirka, griechisch-katholischer Bischof von Prešov

Ján Hirka

Peter Rusnák, griechisch-katholischer Bischof von Bratislava

Jozef Zoltán Belák

#### Institutionen
Eparchie Bratislava

Die Eparchie Bratislava (lateinisch Eparchia Bratislaviensis, slowakisch Bratislavská eparchia) ist eine mit der römisch-katholischen Kirche unierte griechisch-katholische Eparchie in der Slowakei.
Bistum Žilina

### Spanien

#### Personen
Atilano Rodríguez Martínez (* 1946), Bischof des Bistums Sigüenza-Guadalajara

Juan Carlos Elizalde Espinal, Bischof  von Vitoria

Celso Morga Iruzubieta (* 1948), Erzbischof von Mérida-Badajoz

Luis Quinteiro Fiuza, Bischof von Tui-Vigo

Santiago Gómez Sierra, Weihbischof im Erzbistum Sevilla

José Rodríguez Carballo (* 1953) war von 2003 bis 2013 Generalminister des Franziskanerordens, von 2013 bis 2023 Kurienerzbischof der römisch-katholischen Kirche und seit 2024 Erzbischof von Mérida-Badajoz.

Santiago García Aracil, Erzbischof von Mérida-Badajoz
Pedro López Quintana

#### Institutionen
Kathedrale von Bilbao
Kloster San Juan de Ortega
Trappistenkloster Zenarruza

### Südafrika
Francisco Fortunato de Gouveia (* 1951), Bischof von Oudtshoorn
Michael Wüstenberg, Bischof von Aliwal

Sein Wappenspruch „Scarlet – white as snow“ ist mit Bezug auf Jesaja 1,18 gewählt: „Sind Eure Sünden auch rot wie Scharlach, sie sollen weiß werden wie Schnee.“

### Ukraine
Mieczyslaw Mokrzycki (* 1961), Erzbischof von Lemberg

### Vereinigte Staaten von Amerika

#### Personen
John Oliver Barres (* 1960), seit dem  9. Dezember 2016 Bischof von Rockville Centre
Joseph V. Brennan (* 1954), 2015–2019 Weihbischof im Erzbistum Los Angeles, dann Bischof von Fresno

Robert John Brennan (* 1962), 2012 bis 2019 Weihbischof im Bistum Rockville Centre, dann Bischof von Columbus

Randolph Roque Calvo (* 1951), emeritierter römisch-katholischer Bischof des Bistums Reno

Robert Casey (* 1943), Weihbischof im Erzbistum Chicago, dann Erzbischof von Cincinnati

James F. Checchio (* 1966), Bischof von Metuchen

Robert Coyle (* 1964), Weihbischof im US-amerikanischen Militärordinariat, ab 2018 im Bistum Rockville Centre

Richard Cushing (1895–1970), Erzbischof von Boston

Robert Peter Deeley (* 1946), Bischof von Portland

Frank Joseph Dewane (* 1950), Bischof von Venice

Nicholas Anthony DiMarzio (* 1944), Bischof von Brooklyn

Joseph Augustine Di Noia (* 1943), Offizial der Kongregation für die Glaubenslehre

John Anthony Dooher (* 1943), Weihbischof im Erzbistum Boston

Daniel Elias Garcia (* 1960), Weihbischof im Bistum Austin.

James Gibbons (1834–1921), Erzbischof von Baltimore

James Michael Harvey (* 1949), Erzpriester der Patriarchalbasilika St. Paul vor den Mauern

Robert Francis Hennessey (* 1952), Weihbischof im Erzbistum Boston

Richard Henning (* 1964), Weihbischof im Bistum Rockville Centre

James Vann Johnston (* 1959), Bischof von Springfield-Cape Girardeau

William Joseph Justice (* 1942), Weihbischof im Erzbistum San Francisco

John Joseph Krol (1910–1996), Erzbischof von Philadelphia

James Massa (* 1960), Weihbischof im Bistum Brooklyn

William Michael Mulvey (* 1949), Bischof von Corpus Christi

William Francis Murphy (* 1940), von 2001 bis 2016 Bischof von Rockville Centre
James Patrick Powers (* 1953), Bischof von Superior

Paul Robert Sanchez (* 1946), Weihbischof im Bistum Brooklyn

James Schuerman (* 1957), Weihbischof im Erzbistum Milwaukee

Jaime Soto (* 1955), Bischof von Sacramento

Joseph E. Strickland (* 1958), Bischof von Tyler

#### Institutionen
Bistum Brooklyn

Das Bistum Brooklyn (lat. Dioecesis Bruklyniensis) wurde am 29. Juli 1853 gegründet und untersteht dem Erzbistum New York als Suffraganbistum. Dem Bischof von Brooklyn stehen derzeit drei Weihbischöfe zur Seite.
Bistum Orlando

Das Bistum Orlando (lat. Dioecesis Orlandensis) wurde am 2. März 1968 durch Papst Paul VI. mit der Apostolischen Konstitution Cum Ecclesia aus Gebietsabtretungen des Erzbistums Miami und des Bistums Saint Augustine errichtet und dem Erzbistum Miami als Suffraganbistum unterstellt. Am 16. Juni 1984 gab das Bistum Orlando Teile seines Territoriums zur Gründung der Bistümer Palm Beach und Venice ab.
Bistum Rockville Centre

Das Bistum Rockville Centre (lat.: Dioecesis Petropolitana in Insula Longa) entstand am 6. April 1957 durch Gebietsausgliederungen aus dem Bistum Brooklyn und untersteht dem Erzbistum New York als Suffraganbistum. Es umfasst die beiden östlichen Countys von Long Island, Nassau und Suffolk. Der Bischof von Rockville Centre, dessen Bistum mit fast 1,5 Millionen Katholiken die zahlenmäßig sechstgrößte Diözese der USA ist, wird von vier Weihbischöfen unterstützt.

### Vereinigtes Königreich

#### Personen
John Fisher (1469–1535), Geistlicher in England
John Graham (1794–1865), von 1848 bis 1865 Bischof von Chester sowie Betreuer von Charles Darwin während dessen Studium in Cambridge.
Basil Hume (1923–1999), Erzbischof von Westminster
Vincent Nichols (* 1945), Erzbischof von Westminster und Vorsitzender der Bischofskonferenz von England und Wales
Luke Paget (1853–1937), von 1919 bis 1932 Bischof von Chester
Benedict of Sawston († 1226), von 1214 bis 1226 Bischof der Diözese Rochester
Marcus Stock (* 1961), Bischof von Leeds

#### Institutionen
Diözese Rochester

## Christliche Ordensgemeinschaften

### Johanniterorden
Joubert

Ordensbruder Joubert, genannt von Syrien; † Oktober 1177, war von 1169 bis zu seinem Tod der siebte Großmeister des Johanniterordens.

### Malteserorden
Roger de Moulins

Ordensbruder Roger de Moulins († 1. Mai 1187 bei Cresson nahe Nazaret) war von 1177 bis zu seinem Tod der achte Großmeister des Malteserordens.
Claude de la Sengle

Ordensbruder Claude de la Sengle (* 1494 in Frankreich; † 18. August 1557) war vom 11. September 1553 bis zu seinem Tod der 48. Großmeister des Malteserordens.

### Templerorden
Everard des Barres († 1176) war von 1147 bis 1152 der dritte Großmeister des Templerordens.